# Spezi

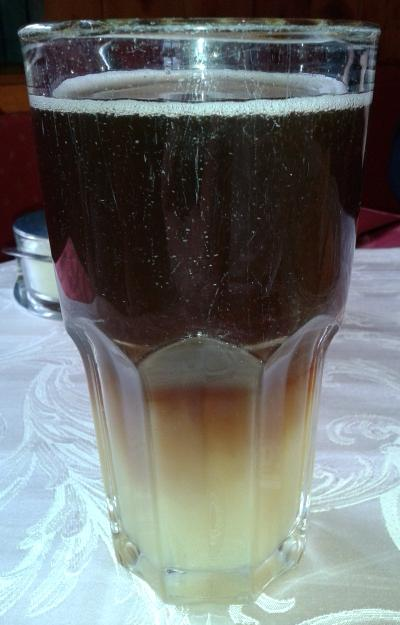
Een glas spezi, de cola en sinas zijn nog niet volledig gemengd

Spezi is een mixfrisdrank bereid uit cola en limonade. Het merk werd in 1956 door Brauhaus Riegele in Augsburg geïntroduceerd en was oorspronkelijk een biersoort.
De naam Spezi wordt als merknaam door de consument vaker gebruikt om het totale assortiment van Brauhaus Riegle aan te duiden. Echter bij de naam "Spezi" bedoelt men steeds de frisdrank gemaakt uit een mix van cola en limonade. 
Andere colamixdranken zoals Schwip Schwap van Pepsi-Cola en Mezzo Mix van Coca-Cola kwamen later op de markt, maar zijn beiden intussen verantwoordelijk voor een grotere omzet dan Spezi. De Spezi-frisdrank wordt door 13 brouwerijen in Duitsland afgevuld onder licentie van de Spezi Markengetränkeverbands Deutschland e.V. welke is gevestigd in Augsburg.
De frisdrank wordt regionaal ook Gwasch, Cola-Mix, Kalter Kaffee, Moorwasser, Dünnpfiff of (in de regio Keulen/Bonn) Diesel genoemd, waarbij de laatste benaming buiten het Rijnland voor een biermixdrank, bestaande uit cola en bier gebruikt wordt.

## Ingrediënten
Spezi is een frisdrank die cafeïne bevat. De ingrediënten zijn water, suiker, koolzuur, sinaasappelsap (2,3 %), citroensap (0,8 %), kleurstof, zuurteregelaar (fosforzuur), sinaasappelextract, cafeïne natuurlijk aroma, johannesbroodpitmeel (stabilisator).

## Andere aanduidingen
In enkele Duitse regio's (bijvoorbeeld in het Emsland) wordt onder Spezi ook een mixdrank uit Cola en Kornbrand bedoeld. Deze mixdrank wordt verder ook aangeduid ook Coko (Cola Korn) genoemd. In Zwitserland wordt met de naam "Spezli" een bekend biersoort bedoeld. Dit leidt regelmatig in horecagelegenheden tot verwarring, en vraagt men regelmatig of men de biersoort of frisdrank wenst te bestellen. 

## Assortiment
- Spezi Original ColaOrange
- Spezi Light
- Spezi Coffeinfrei
- Spezi Energy (Energy Drink)
- Spezi Zero